# صالح طريف
صالح طريف (بالعبرية: סאלח טריף) نائب البرلمان الإسرائيلي (الكنيست) ولد في عام 1954 في قرية جولس في منطقة الجليل الأعلى في فلسطين ينتمي لعائلة درزية وهو متزوج وأب لأربعة أبناء. حامل شهادة البكالوريوس من جامعة حيفا ويتكلم إلى جانب لغة الأم لغتي العبرية والإنكليزية وخدم في صفوف الجيش الإسرائيلي وخرج من العسكرية برتبة نقيب. ومن بين الوظائف والمناصب التي عمل بها كان رئيس المجلس المحلي جولس لعدة سنوات، وعضو المؤسسات العليا في حزب العمل، وعضو في حركة "بني بريت"، ورئيس منتدى السلطات الدرزية والشركسية، ونائب رئيس لجنة الطلاب في جامعة حيفا. أنتخب ثلاث مرات للكنيست الثانية عشرة والرابعة عشرة والخامسة عشرة. في الكنيست الثانية عشرة عين عضو في لجنة المالية، وعضو في لجنة الداخلية وشؤون البيئة. وفي الكنيست الرابعة عشرة عين رئيس لجنة الداخلية وشؤون البيئة، وعضو في لجنة الداخلية وشؤون البيئة، وعضو في لجنة الدستور والقانون والقضاء.
وفي الكنيست الخامسة عشرة عين رئيس لجنة الكنيست، ورئيس اللجنة المشتركة لميزانية الأمن، ورئيس اللجنة الخاصة لمشروع قانون الخدمة العسكرية (تأجيل الخدمة لتلاميذ المعاهد الدينية المتزمتين)، وعضو في لجنة المالية، وعضو في لجنة الخارجية والأمن، وعضو في لجنة الداخلية وشؤون البيئة، وعضو في اللجنة المشتركة لميزانية الأمن، وعضو في لجنة خاصة لدراسة التشريع الملتحق بعدم إعلان حالة الطوارئ، والقائم بأعمال في لجنة الخارجية والأمن. وفي هذه الدورة البرلمانية أيضاً عين وزير بلا حقيبة وزارية وكان بهذا أول وزير غير يهودي في حكومات إسرائيل وأحد أعضاء حكومة شارون الأولى دون أن يستلم أي حقيبة وزارية، وقد تم اقالته عام 2002 من الحكومة ومن ثم إصدار حكم عليه بالسجن لمدة 24 شهرا عام 2004 منها 6 شهور خدمة مدنية والباقي مع وقف التنفيذ وذلك بسبب ادانته بتسلم رشوة لاصدار بطاقة هوية إسرائيلية لمواطنين فلسطينيين، وقد كان هذا الحدث الذي انهى الحياة السياسية لصالح طريف.